# La Arrepentida
La Arrepentida är en ort i Mexiko.   Den ligger i kommunen El Porvenir och delstaten Chiapas, i den sydöstra delen av landet, 900 km sydost om huvudstaden Mexico City. La Arrepentida ligger 2 035 meter över havet och antalet invånare är 104.
Terrängen runt La Arrepentida är bergig åt nordväst, men åt sydost är den kuperad. Runt La Arrepentida är det ganska tätbefolkat, med 78 invånare per kvadratkilometer. Närmaste större samhälle är El Porvenir de Velasco Suárez, 4,1 km norr om La Arrepentida. Omgivningarna runt La Arrepentida är en mosaik av jordbruksmark och naturlig växtlighet.